# Aspredo
Aspredo is een monotypisch geslacht van straalvinnige vissen uit de familie van braadpan- of banjomeervallen (Aspredinidae).

## Soort
- Aspredo aspredo (Linnaeus, 1758)